# Chan San Antonio
Chan San Antonio är en ort i Mexiko.   Den ligger i kommunen Tizimín och delstaten Yucatán, i den östra delen av landet, 1 200 km öster om huvudstaden Mexico City. Chan San Antonio ligger 21 meter över havet och antalet invånare är 429.
Terrängen runt Chan San Antonio är mycket platt. Runt Chan San Antonio är det glesbefolkat, med 16 invånare per kvadratkilometer. Närmaste större samhälle är Tizimín, 12,8 km sydost om Chan San Antonio. Trakten runt Chan San Antonio består till största delen av jordbruksmark.